# Музей хліба (Велика Цвіля)
Музей хліба — народний (шкільний) музей в селі Велика Цвіля, Ємільчинського району Житомирської області. Музей відкритий 12 квітня 1985 року у Великоцвілянській загальноосвітній школі.

## Історія музею
У середині 1980-х років Ємільчинський районний відділ народної освіти закликав створити в кожній школі музей.
У Великій Цвілі ініціатором створення музею виступив вчитель фізкультури Микола Романович Жилюк. Протягом двох років він разом з учнями і вчителями школи та просто ентузіастами збирали експонати для музею.
Урочисте відкриття музею відбулося у 1986 році. В урочистостях брали участь не тільки мешканці села, а і офіційні особи з усієї Житомирської області. На його відкриття була навіть запрошена знаменита хлібопекарка, Герой Соціалістичної Праці зі Свердловської області (прізвища її теперішні вчителі вже не пам'ятають).
Експозиція музею настільки вразила відвідувачів, що деякі з них пропонували великі кошти за його експонати. Микола Жилюк згадує, що коли тільки-но музей відкрився, приїжджав у Велику Цвілю якийсь голова колгоспу з Херсонщини і пропонував за всі експонати 100 тисяч рублів! На ту пору для села це була сума астрономічна. Зрозуміло, великоцвільчани на «пропозицію» не погодились.

## Експозиція
Експозиція музею включає колекцію національних хлібів усіх 15 республік колишнього СРСР, колекція жорен, в якій є і звичайні кам'яні, й унікальні, які Жилюк привіз від тещі із Сумщини (вони мають насічки, які лущать зерно і відсіюють висівки), і механізовані, так звані «німецькі», що виробляли борошно високого ґатунку, які лишилися від німецьких колоністів, екзотичні дубові жорна, які виготовляли поліщуки, не маючи потрібного каменю. В музеї є діюча триметрова модель вітряка, яку змайстрував випускник школи Сергій Логвинюк, та дерев'яні фігурки хліборобів — творіння сільського однорукого умільця (нині вже покійного) Тихона Романчука. Віялка і млинок, ступа і товкач. Навіть ярмо для волів з дерев'яним плугом.
Є унікальні експонати, наприклад, домашній млин з металевим редуктором. «Позичали» його у жителя з Тайок Майструка Талимова навіть партизани Ковпака. Потім повернули…

В експозиції є і «космічний» хліб. Вага кожного буханця 3,5 — 4,5 грамів. В упаковці 10 хлібин.
Цей хліб довгий час мав статус «секретного». Автор «космічного» буханця, якому 25 років, Кветний Ф. М. Є в музеї і хліб, точніше жито, якому 3 тисячі років. Його було знайдено в селі Панасівці Миколаївської області під час археологічних розкопок.
На стенді «Хліб всьому голова» зібрані прислів'я про хліб, інші документи. Загалом в музеї експонується та зберігається близько чотирьох тисяч предметів та документів.
Зараз експозиція музею стала і майже не поповнюється, але вона завжди збирає багато відвідувачів, у тому числі іноземних туристів. Однак потенційними відвідувачами вважаються це учні шкіл району та області.